# 八木哲大
八木 哲大（やぎ てつひろ、1992年4月23日 - ）は、日本の元男性プロレスラー。北海道勇払郡出身。最終所属新日本プロレス。血液型O型。北海道苫小牧東高校、日本体育大学卒業。

## 来歴
学生時代は野球を14年間経験し、北海道苫小牧東高校時代は投手として活躍した。その後、日本体育大学に進学。大学4年生の頃に知人からの誘いを受けて、新日本プロレスのINVASION ATTACK 2015を生観戦し、プロレスへの興味を示すようになる。
2016年4月、新日本プロレスに入寮。約1年以上もの練習生期間を経て、2017年5月9日、新宿FACEにて開催されたLION'S GATE PROJECT 5の舞台で、川人拓来を相手にデビュー。試合は逆エビ固めでギブアップ負けを喫した。
2017年10月から12月にかけて開催のヤングライオン杯では4敗1分けに終わった。
2017年12月17日、後楽園ホール大会にてセコンド業務を行っていた際、第6試合終了後に鈴木みのるに捕まりバリカンで髪の毛を刈られる被害に遭った。翌18日の後楽園ホール大会には坊主頭で登場した。
2018年4月13日、後楽園ホール大会の第1試合で上村優也から逆エビ固めでタップを奪い、プロ初勝利となった。
しかし4月23日、右腕尺骨骨折により翌日以降の試合を欠場、そのまま復帰することなく2018年10月12日付けで新日本プロレスの退団と引退が発表された。